# 三河地震
1945年三河地震发生在1945年1月13日凌晨3點38分23.2秒。地震规模为ML 6.8级、Mw 6.6级，震中位于在日本爱知县三河湾（北纬34度42分06秒，东经137度06分48秒），震源深度约11公里，最大震度为5（三重县津市）。本次地震造成2,306人罹難，1,126人失踪，3,866人受伤。本次地震是日本1945年造成伤亡最多的1次地震，同时也是日本在1945年第二次世界大战战败之前之后4年连续发生的死者超过1,000名的4大地震（其他为东南海地震、鸟取地震和南海地震）中的1个。

## 过程
早在江户时代，如1686年10月3日，在远江国和三河国近海就发生过6.5级至7级左右的地震。而在本次地震发生的前几天，即从1945年1月7日开始，形原町和西浦町每天都会经历5到6次左右的有感地震。
三重县津市观测到了本次地震的最大震度5，而震中距更小的爱知县名古屋地方氣象台（位於現今名古屋市千種区日和町）则观测到了震度4。另外，福井县、长野县和岐阜县也有地区观测到了震度4。在平成19年（即2007年），日本中央防灾会议发布报告书称，现在的西尾市的震度阶级可能达到了当时的6级（即现在的最高阶级7级）。

## 影响
本次地震新出现了一个逆断层，即深沟断层（日语：深溝断層）。即使震源很浅，并且震级较大，但损失的报告却很少。然而，在震中地区的三河地区，死亡人数超过了昭和南海地震的记录，共有1180人死亡，1126人失踪，3866人受伤。除此之外，共有7221栋房子全毁，16555栋房子半毁，2栋房子全部烧毁，另有3栋房子部分烧毁。矢作古河周边发生了地面液化现象。由于认为缺乏抗震性能的瓦房屋存在很多，很容易发生房屋坍塌，并且每天有40至50次余震，因此许多受害者无法返回室内，即使他们的家园是安全的。